# Tweerivier (Namibia)

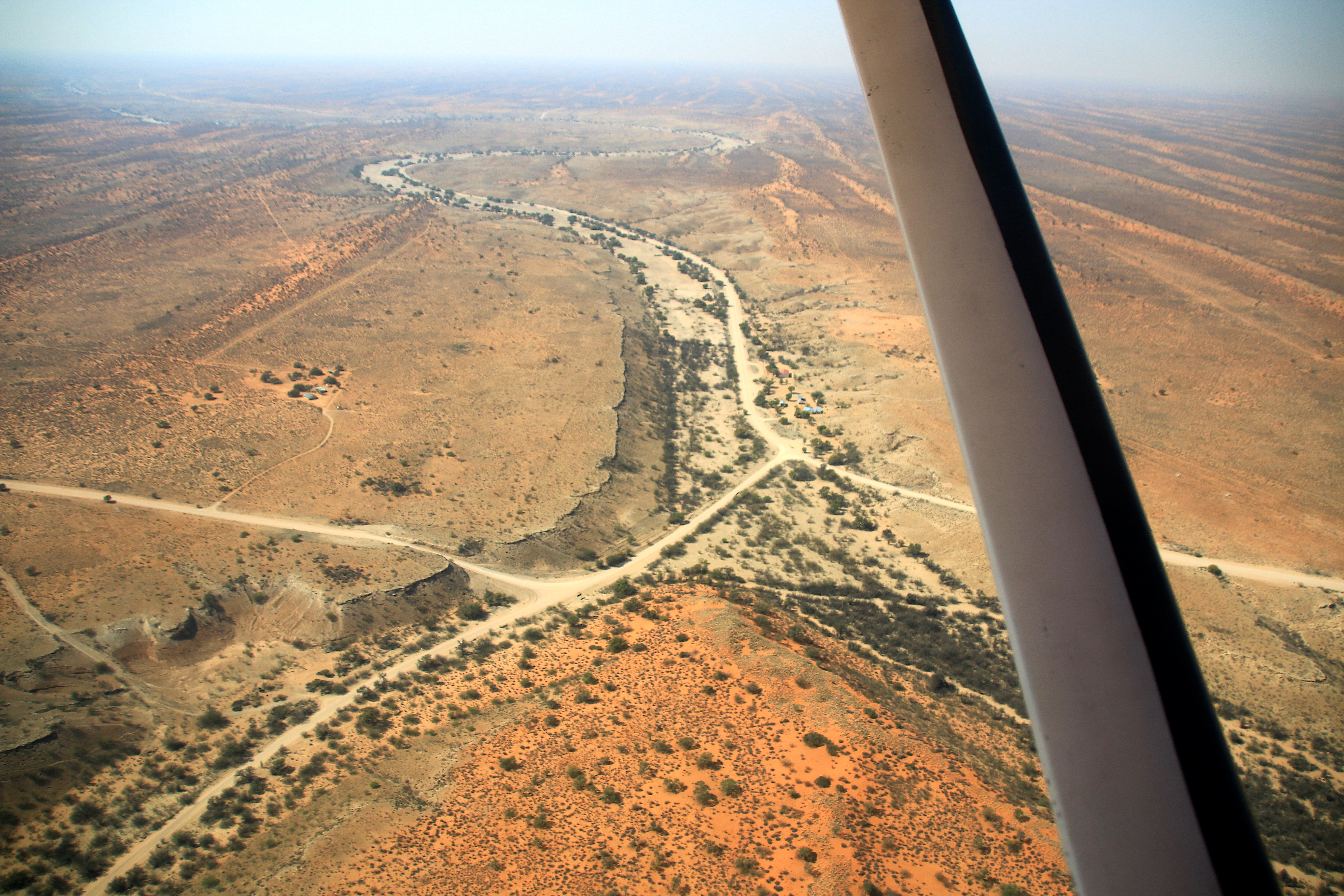
Tweerivier (2019). Im Bild fließt der Auob von rechts nach oben und der Olifants von links in den Auob. Rechts im Bild die Hauptstraße C15 entlang des Auob

Tweerivier, offiziell auch Tweeriviere, selten auch Twee Rivier, ist eine Ansiedlung in der südlichen Kalahari in Namibia. Sie liegt in der Region Hardap. Tweerivier (Afrikaans) heißt auf Deutsch Zwei Fluss. Der Olifants fließt hier in den Auob. In Tweerivier treffen die Distriktstraßen D1033 und D1119 auf die Hauptstraße C15. 
Tweerivier ist auch der Name der an diesem Ort liegenden Farm.